# Преображенский сельский совет (Запорожская область)
Преображенский сельский совет (укр. Преображенська сільська рада) — входит в состав
Ореховского района
Запорожской области
Украины.
Административный центр сельского совета находится в 
с. Преображенка.

## История
- 1974 — дата образования.

## Населённые пункты совета
- с. Преображенка
- с. Васиновка
- с. Червоная Криница